# Glottiphyllum neilii
Glottiphyllum neilii är en isörtsväxtart som beskrevs av Nicholas Edward Brown. Glottiphyllum neilii ingår i släktet Glottiphyllum och familjen isörtsväxter. Inga underarter finns listade i Catalogue of Life.